# 長谷川昭道
長谷川 昭道（はせがわ しょうどう、文化12年12月29日（1816年1月27日） - 明治30年（1897年）1月30日）は江戸時代の武士、兵学者。通称は深美。号は戸隠舎、一峯。

## 生涯
信濃国松代藩士・長谷川正次の子として生まれる。松代三山と並び称される鎌原桐山から漢籍を、山寺常山から兵学を、佐久間象山から西洋砲術を学び、若くして頭角を現した。天保10年（1839年）藩主真田幸貫の嫡子真田幸良の近習役となり、江戸で佐藤一斎に学んだ。弘化2年（1844年）藩の郡奉行兼勝手役となり、藩の財政整理に当たった。嘉永5年（1852年）から藩校文武学校の建設に努め、完成後は藩士に兵学を指導した。慶応元年（1865年）には上洛して京都留守居役となった。
昭道は陽明学を重んじ、慶応3年（1867年）の大政奉還後は攘夷の建白書を提出し、勤王の大義を唱えた。明治元年（1868年）には、学校掛となって大学校設立の建言を行い、その準備を進めた。また皇学所・漢学所御用係となり、京都の学政に当たった。同2年（1869年）太政官権大史となり、同3年（1870年）皇居で明治天皇に拝謁し、戊辰戦争での功績も含めて、知藩事真田幸民から賞典禄35石と感状を賜った。没後の大正4年（1915年）に正五位を遺贈された。

## 著作
著書に『皇道述義』や『九経談総論評説』などがある。